# Beckton (DLR)
Beckton is een station van de Docklands Light Railway aan de Beckton Branch. 
Het station wordt aangeven op de netkaart als het meest oostelijk station van het netwerk. Toch vertrekken de treinen oostwaarts naar het station Gallions Reach dat meer ten oosten ligt. Hierdoor ontstaat de unieke situatie dat "westbound" treinen eigenlijk eerst een stukje richting het oosten rijden rond de Beckton DLR depot (stelplaats) alvorens westwaarts richting Londen te reizen. 
Tijdens de spitsuren rijden er vanaf dit station treinen naar Tower Gateway. Slechts enkele treinen rijden naar Bank. Buiten de spitsuren rijden de treinen vanaf dit station naar Tower Gateway of Stratford International. De "Beckton Branch" is op dit vlak uniek want heeft meer frequente treinen buiten de spitsuren dan tijdens.